# سيينا

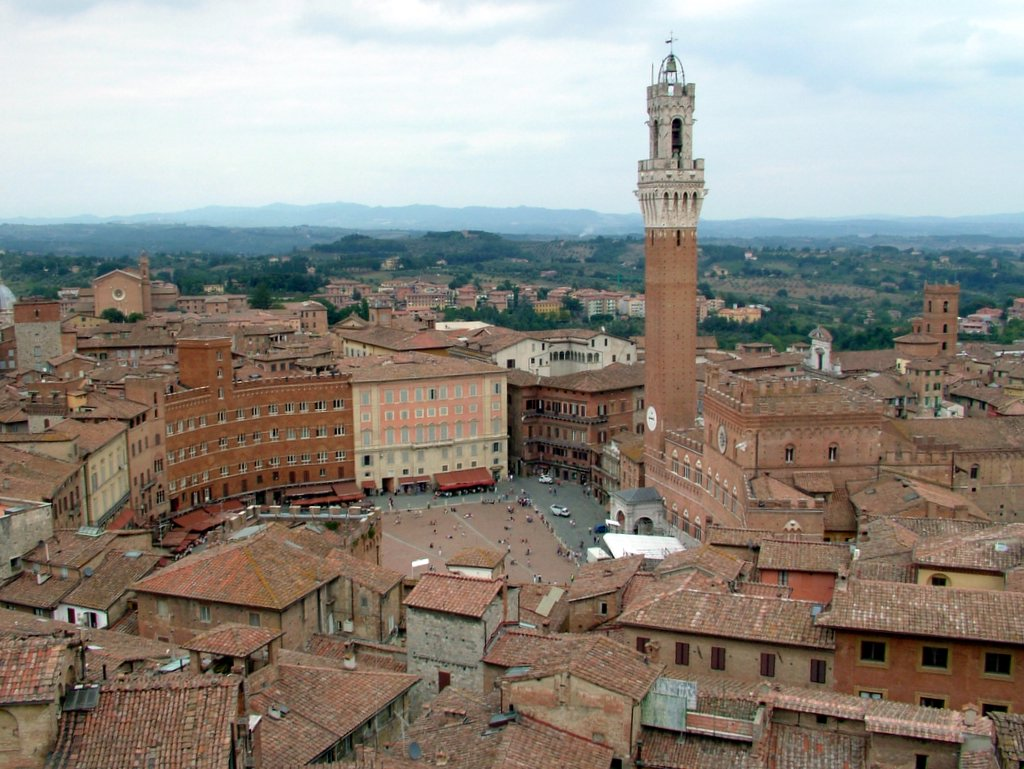
الوسط التاريخي للمدينة

سيينا (بالإيطالية: Siena)‏ مدينة بوسط إيطاليا في إقليم توسكانا، وهي عاصمة مقاطعة سيينا. تشتهر عالميا بموروثها الفني وصناعة الأثاث. وقد عدت المدينة ضمن الموروث الإنساني من اليونسكو.
تشتهر بسباق الباليو هو سباق خيول تقليدي يقام صيف كل عام في ساحة دل كامبو، يأتي إليه سياح كثيرون من كل بقاع الأرض ويعتبرون سببا من أسباب انتعاش سيينا الاقتصادي. تقع سيينا في منطقة تلال بين الوديان أنهار كل من أربيا في الجنوب، ونهر ميرزي في الجنوب الغربي ونهر إلسا في الشمال، عدد سكانها 54.498 نسمة.
يساعد موقعها الجغرافي على قدوم السياح إليها فهي قريبة من فلورنسا عاصمة التوسكانا، وقريبة أيضا من المدينة السياحية بيزا التي فيها برج بيزا المائل، كما أنها قريبة أيضا من الساحل على البحر الأبيض المتوسط حيث توجد جزيرة إلبا التي تشكل أحد مصايف إيطاليا الزاخرة خلال الصيف.

## السكان
في سنة 1861 بلغ عدد السكان 32٬108 نسمة، وتطور العدد ليصل في سنة 2011 لـ 52٬839 نسمة.
يظهر هذا المخطط البياني تطور النمو السكاني لـ سيينا

## التاريخ

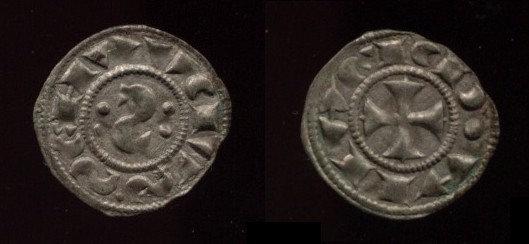
عملة من سيينا تعود للقرن الثاني عشر

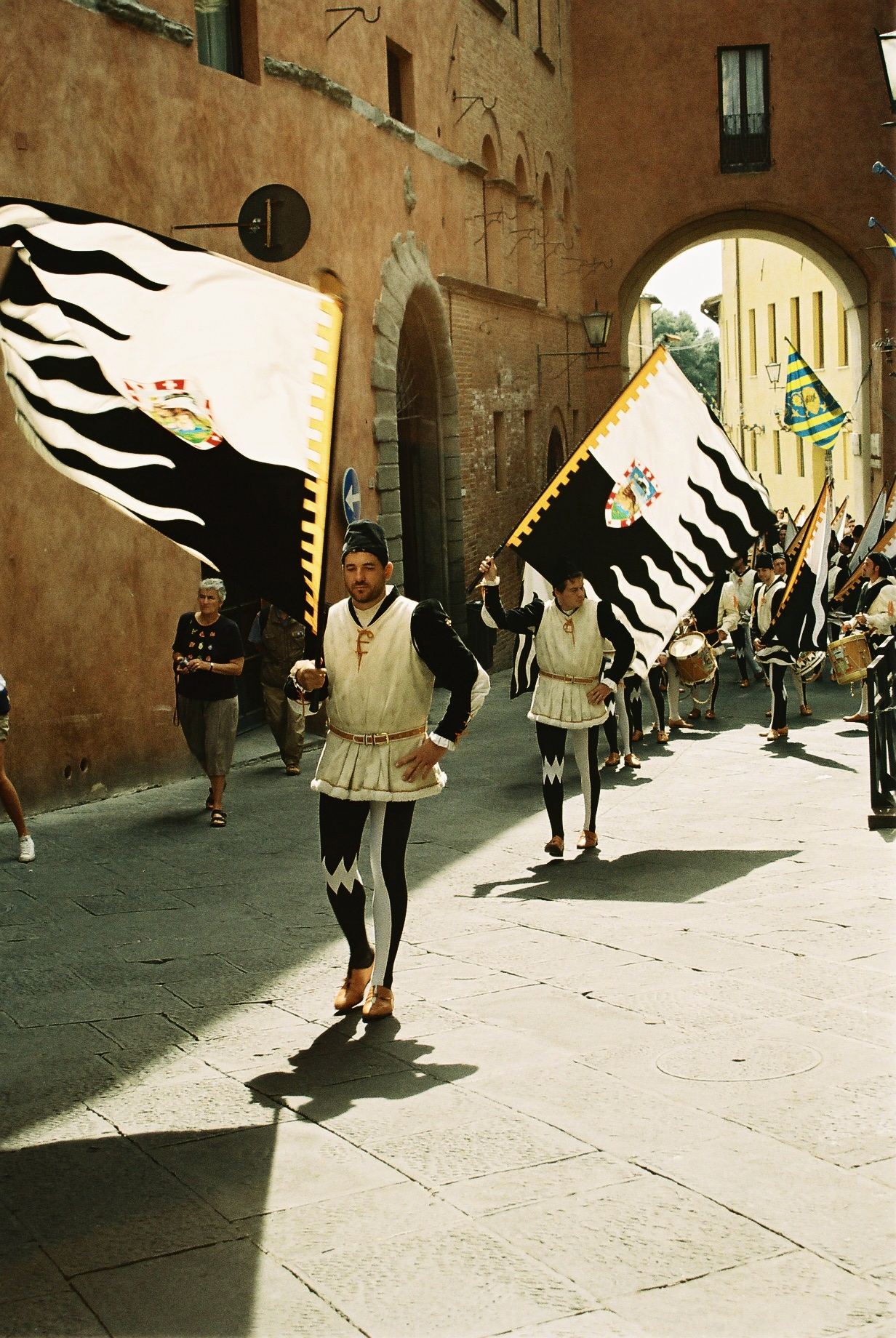
موكب "كونترادا لوبا" في حي "تيرزو دي سيتا".

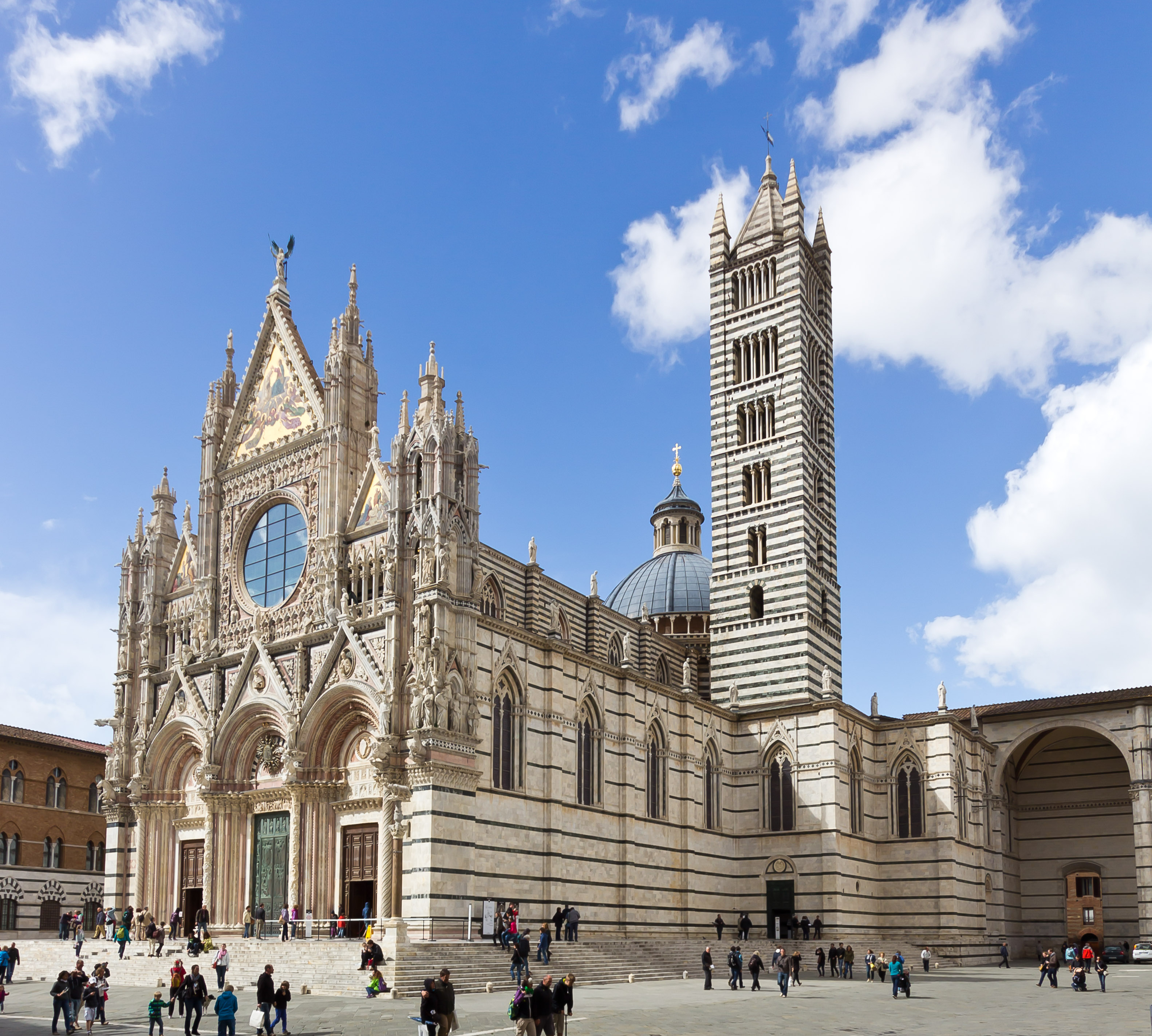
الكنيسة الكبرى في سيينا.

كما هو حال غيرها من بلدات توسكانا التلالية، كان أول من استوطن سيينا الاتروسكان (900 ق.م إلى 400 ق.م)، حيث سكنتها قبيلة تسمى ساينا. كان الإتروسكان قوما متقدمين غيروا وجه وسط إيطاليا باستخدامهم الري لاستصلاح الأراضي التي البور، وأسلوبهم في بناء مستوطناتهم في الحصون تلالية جيدة التحصين. ثم في عهد الإمبراطور أوغسطس، أُسست في الموقع مدينة رومانية تسمى ساينا جوليا (Saena Julia). أول الوثيقة تاريخية لها تعود إلى عام 70 ق.م. ويبدو أن سيينا بعد ذلك وقعت تحت سيطرة القوات الغالية الغازية - ومعروف أنهم استولوا على روما في 390 ق.م. ويؤكد بعض علماء الآثار أن قبيلة الالسينونيين الغالية قد سيطرت عليها لفترة.
و اعتبارا لأصلها الروماني وضع على شعار المدينة ذئبة ترضع الرضعيين رومولوس وريموس. ووفقا للأسطورة فإن سيينا قد أسست من قبل سينيوس ابن ريموس شقيق رومولوس والذي سميت روما نسبة إليه. واليوم تزخر سيينا بالتماثيل والأعمال الفنية الأخرى التي تصور هذه الحادثة. نظريات أخرى ترجع الاسم إلى لقب العائلة الاتروسكاني "Saina" أو لقب العائلة الروماني "saenii"، أو إلى الكلمة اللاتينية "senex" («قديم»)، أو كلمة "seneo" («يَقدِم»).
لم تزدهر سيينا في ظل حكم الرومان. فلم تكن بالقرب من أي طريق رئيسي وبالتالي ضاعت عليها الفرص التجارية. أدى انعزاها إلى تأخر اختراق المسيحية لها حتى القرن الرابع الميلادي، ولم تشهد سيينا ازدهارا حتى قام اللومبارديون بغزوها والأراضي المحيطة بها. احتلالهم وكون طرق أوريليا وكاسيا الرومانية القديمة تمر عبر مناطق معرضة للغارات البيزنطية، دعى إلى إعادة رسم الطرق بين ممتلكات اللومبارديين الشمالية وروما عبر سيينا. فازدهرت سيينا كنقطة تجارة، وتدفق الحجاج الثابت من وإلى روما أثبت أنه مصدر قيم للدخل في القرون المقبلة.
يعود تاريخ أقدم الأسر الأرستقراطية في سيينا إلى خضوع اللومبارديين إلى شارلمان في عام 774. عند هذه النقطة فاضت المدينة بأعداد من المراقبين الفرنجة والذين تزوجوا من طبقة النبلاء السيينية الموجودة، وتركوا إرثا يمكن أن يشاهد في الكنائس التي أنشئوها في جميع أنحاء الأراضي السيينية. بيد أن السلطة الإقطاعية اضمحلت، وبوفاة الكونتيسة ماتيلدي في عام 1115 قُسمت أراضي توشا التي كانت تحت سيطرة عائلتها إلى عدة مناطق ذاتية الحكم.
ازدهرت سيينا في ظل الأوضاع الجديدة، وأصبحت مركزا رئيسيا في إقراض الأموال ولاعبا مهما في تجارة الصوف. أولا كان يحكمها أسقفها مباشرة، ولكن السلطة الأسقفية خفّت خلال القرن الثاني عشر. اضطر الأسقف للتنازل أغلب شؤون المدينة إلى طبقة النبلاء مقابل مساعدتهم أثناء النزاع الإقليمي مع أريتسو، وبدأ هذا عمليةً بلغت ذروتها عام 1167 عندما أعلنت بلدية سيينا استقلالها عن سيطرة الأسقفية. وكُتب دستور بحلول عام 1179.
كانت هذه الفترة حاسمة أيضا في تشكيل سيينا المعروفة حاليا. تم خلال سنوات القرن الثاني عشر الانتهاء من أغلب أعمال بناء كاتدرائية سيينا. كما تم خلال هذه الفترة إنشاء ساحة Piazza del Campo، والتي تعد الآن إحدى أجمل الساحات الحضرية في أوروبا، وزادت أهميتها باعتبارها مركز الحياة العلمانية. أنشئت شوارع جديدة تؤدي إليها واستعملت كموقع السوق، وكموقع لأحداث رياضية مختلفة.عام 1194 شيد سور في الموقع الحالي لقصر Palazzo Pubblico لوقف تآكل التربة، ويدل على مدى أهمية المنطقة أنها أصبحت ساحة مدنية.

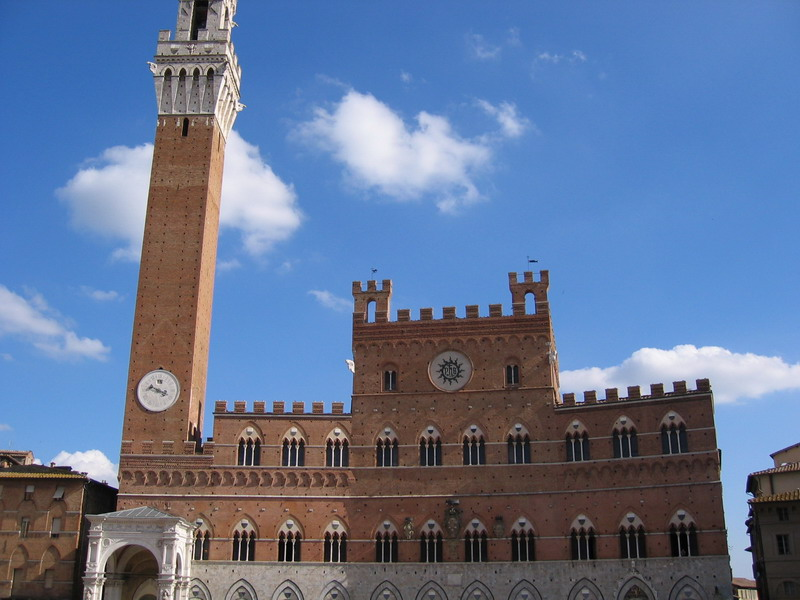
القصر الشعبي Palazzo Pubblico

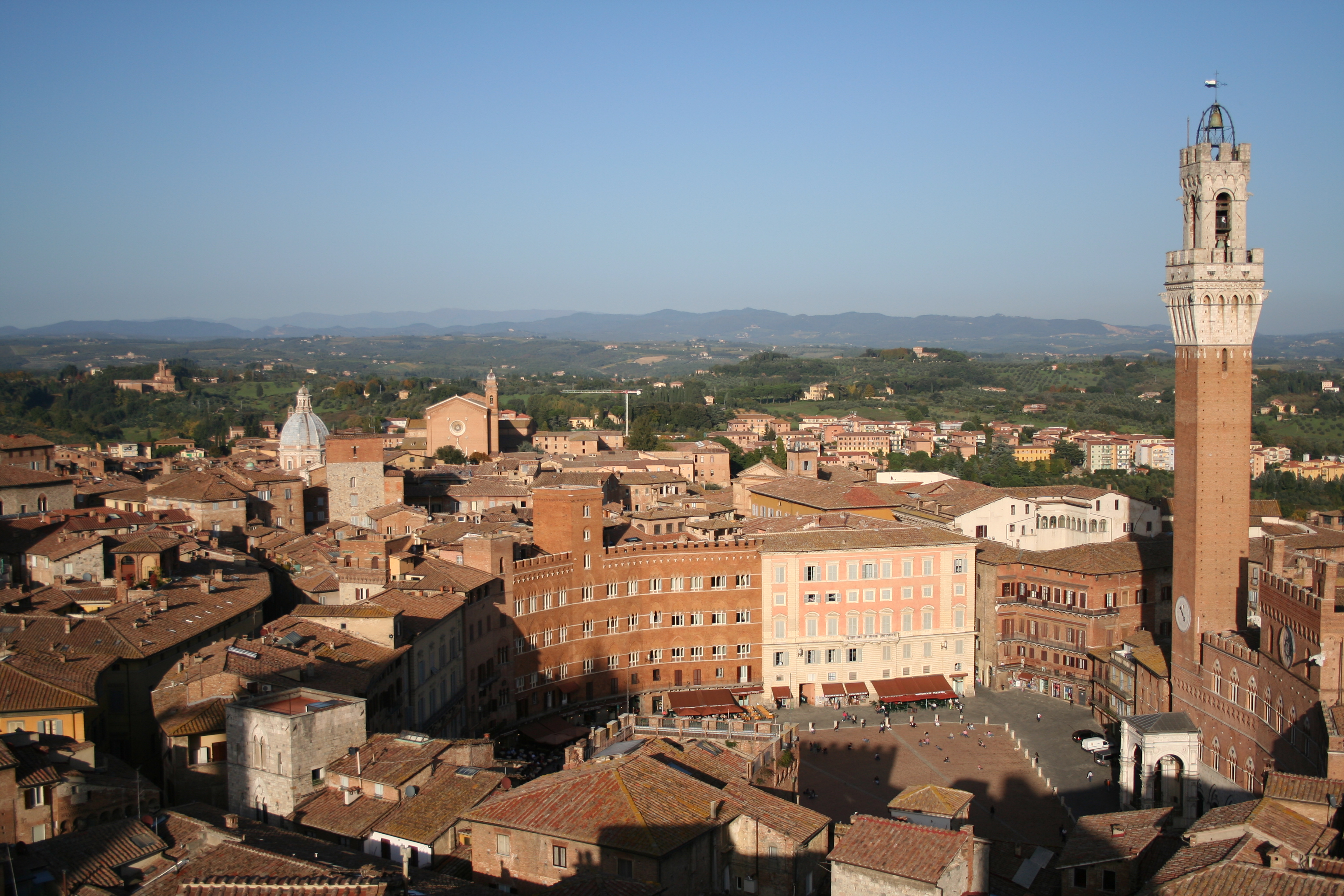

في أوائل القرن الثاني عشر حلت بلدية ذاتية الحكم محل الحكومة الارستقراطية السابقة. أصبحت مناصب القناصل الذين يحكم جمهورية شيئا فشيئا أكثر شمولا لعامة الناس، كما زادت أراضي البلدية بخضوع نبلاء الاقطاعيات المحيطة في قلاعهم المحصنة للسلطة الحضرية. شهدت جمهورية سيينا نزاعا داخليا بين النبلاء والحزب الشعبي، وعادة ما عارضت سياسيا منافستها العظيمة فلورنسا، وفي القرن الثالث عشر غالبا ما كانت غيبلينية في مواجهة فلورنسا غويلفية (شكل هذا الصراع خلفية لبعض كوميديا دانتي).
في الرابع من سبتمبر من عام 1260 هزم غيبلينيو سيينا مدعومين بقوات مانفريدي ملك صقلية غويلفيي فلورنسا في معركة مونتابيرتي. قبل المعركة كان قوام الجيش السييني حوالي 20000 جندي، في مواجهة جيش فلورنسي يقدر بحوالي 33000 جندي. وعند المواجهة قتل الخونة داخل الجيش الفلورنسي حامل رايته فعمّته الفوضى، وتشتت شمل القوات الفلورنسية وفرّت من ساحة القتال، وقتل منها ما يقرب من نصفها (حوالي 15000 رجل).

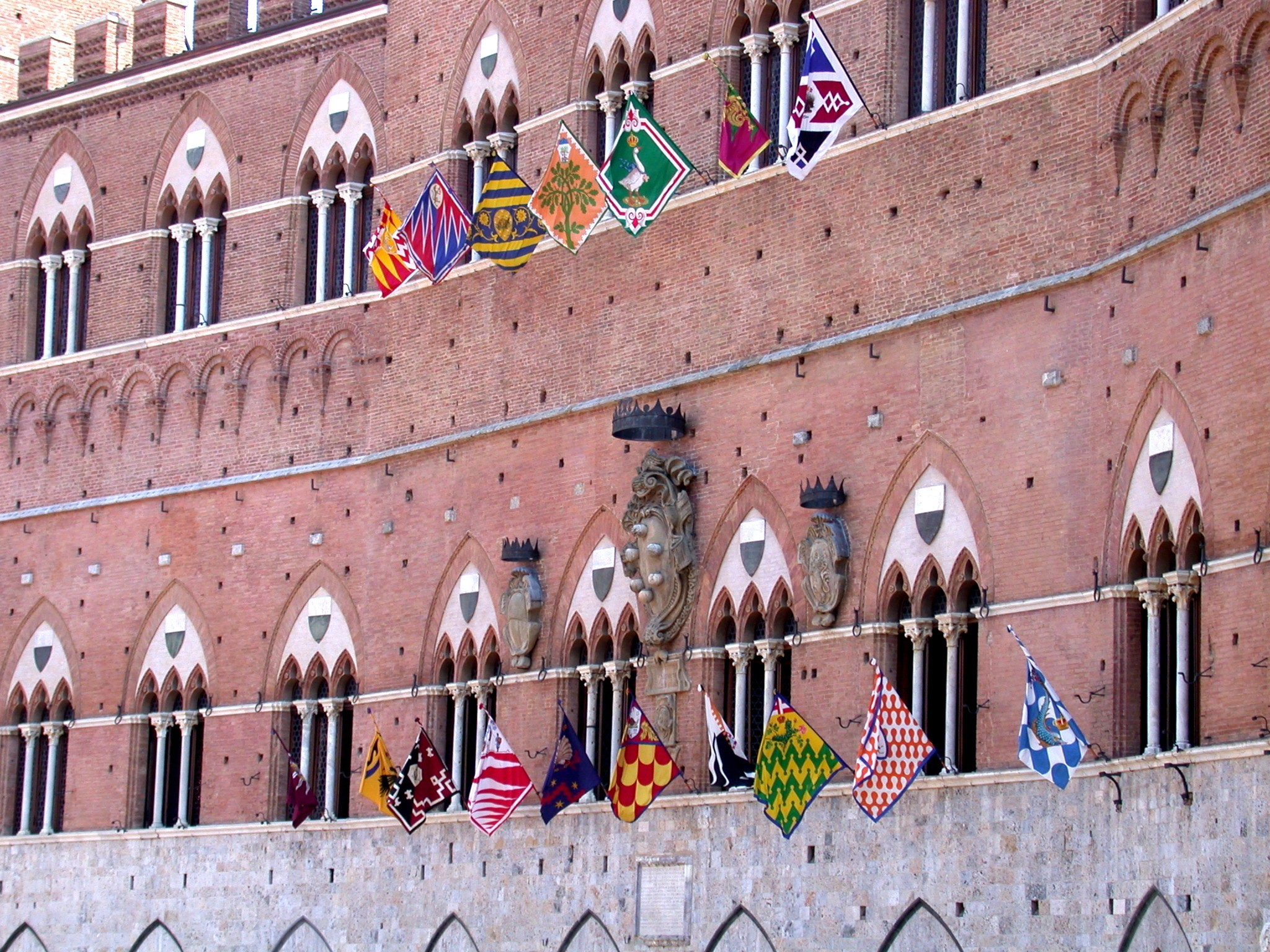
شرفة في القصر البلدي خلال سباق الباليو

تأسست جامعة سيينا في عام 1203 والتي تشتهر بكُليّتي القانون والطب، ولا تزال من بين أهم الجامعات الإيطالية. ضاهت سيينا فلورنسا في مجال الفنون خلال القرنين الثالث عشر والرابع عشر. اجتاح سيينا الموت الأسود سنة 1348، وعانت أزمات مالية. عام 1355 مع وصول الإمبراطور شارل الرابع للمدينة، انتفض السكان مزيحين حكومة التسعة، وأنشؤوا حكومة من إثني عشر نبيلا يساعدهم مجلس ذو أغلبية شعبية. لم يَدُم ذلك، واستبدلوا بخمسة عشر مصلحا عام 1385، فعشرة (1386-1387)، فأحد عشر (1388-1398)، ثم اثني عشر رئيسا للأديرة (1398-1399) الذين في النهاية سلّموا سيادة المدينة إلى جان غالياتسو فيسكونتي دوق ميلانو للدفاع عنها في وجه أطماع فلورنسا التوسعية.
عام 1404 طُرد آل فيسكونتي وأنشئت حكومة من عشرة رؤساء أديرة، وتحالفت مع فلورنسا ضد لادسلاو ملك نابولي.
مع انتخاب البابا السييني بيوس الثاني، سُمح لآل بيكولوميني وغيرها من الأسر النبيلة بالعودة إلى الحكومة، ولكن عقب وفاته عادت السيطرة إلى أيادي الشعب. عام 1472 أسس مصرف مونتي دي باسكي، أقدم مصرف لا يزال نشطا في العالم. أعادت الحاكم باندولفو بتروتشي فصائل النبلاء إلى المدينة في عام 1487، بدعم من فلورنسا ومن ألفونسو دوق كالابريا؛ مارس بتروتشي حكما فعـّالا على مدينة حتى وفاته في عام 1512، لصالح الفنون والعلوم، ومدافعا عنها في وجه تشيزري بورجا. خلف باندولفو ابنه بورغيزي، الذي أقصاه ابنُ عمه رافايلو، بمساعدة من بابا آل ميديشي لاون العاشر، نفي فابيو آخر حكام آل بتروتشي عام 1523 من قبل أهالي سيينا.

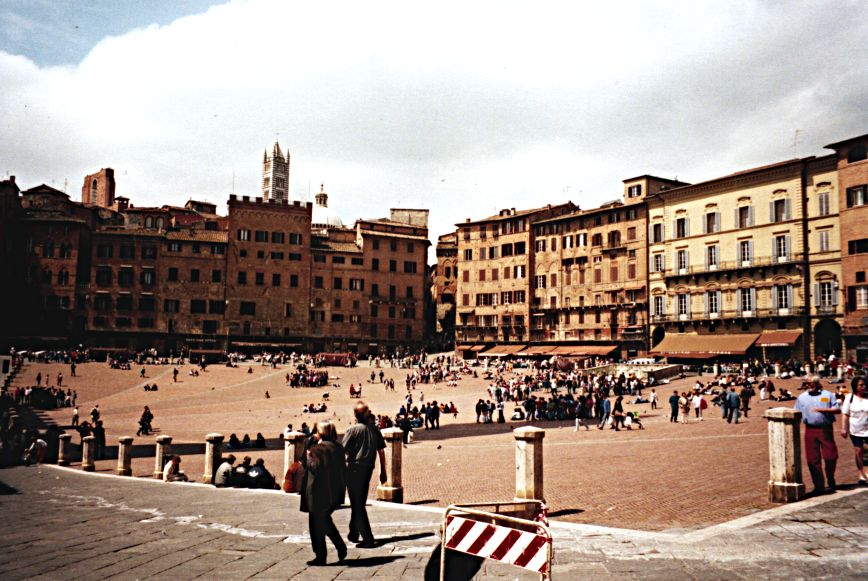
ساحة دل كامبو

اندلعت الصراعات الداخلية مرة أخرى، بإقصاء الفصيل الشعبي للحزب نوفاسكي المدعوم من البابا كليمنس السابع: أرسل الأخير جيشا، بيد أنه هُزم في كاموليا عام 1526. استغل الإمبراطور شارل الخامس حالة الفوضى بوضع حامية إسبانية في سيينا، قام المواطنون بطردها سنة 1552 متحالفين مع فرنسا: لم يقبل شارل هذا الأمر، فأرسل جنراله جان جاكومو ميديشي لحصارها بجيش فلورنسي - إمبراطوري.
عهدت الحكومة السيينية بمهمة الدفاع عنها إلى بييرو ستروتسي. وبهزيمة الأخير في معركة مارشانو (آب / أغسطس 1554)، فقد أي أمل لإحياءها. بعد 18 شهرا من المقاومة استسلمت لفلورنسا في السابع عشر من نيسان / أبريل عام 1555 مسجلةً نهاية جمهورية سيينا. بسبب ديون فيليب الثاني الضخمة والمستحقة لآل ميديشي، تنازل عنها (باستثناء سلسلة الحصون الساحلية التي ضمت إلى دولة بريزيدي) إلى غراندوقية توسكانا، والتي تبعتها حتى توحيد إيطاليا في القرن التاسع عشر. قاومت حكومة جمهورية من 700 عائلة سيينية في مونتالشينو حتى عام 1559.
ظلت المدينة الخلابة مركزا ثقافيا هاما، وخاصة بالنسبة للدراسات الإنسانية.

## بعض صور من سيينا

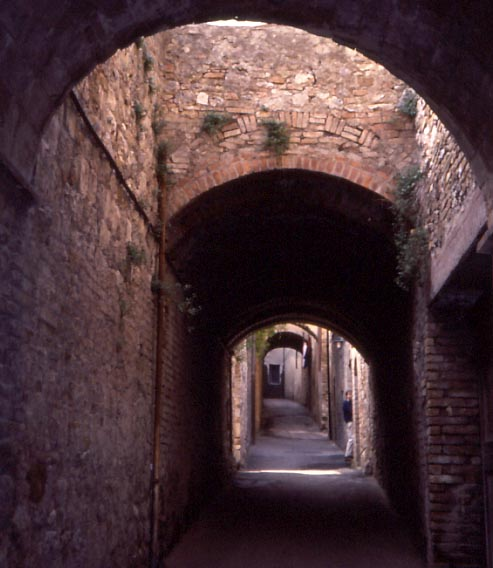
سيينا ، الحي القديم
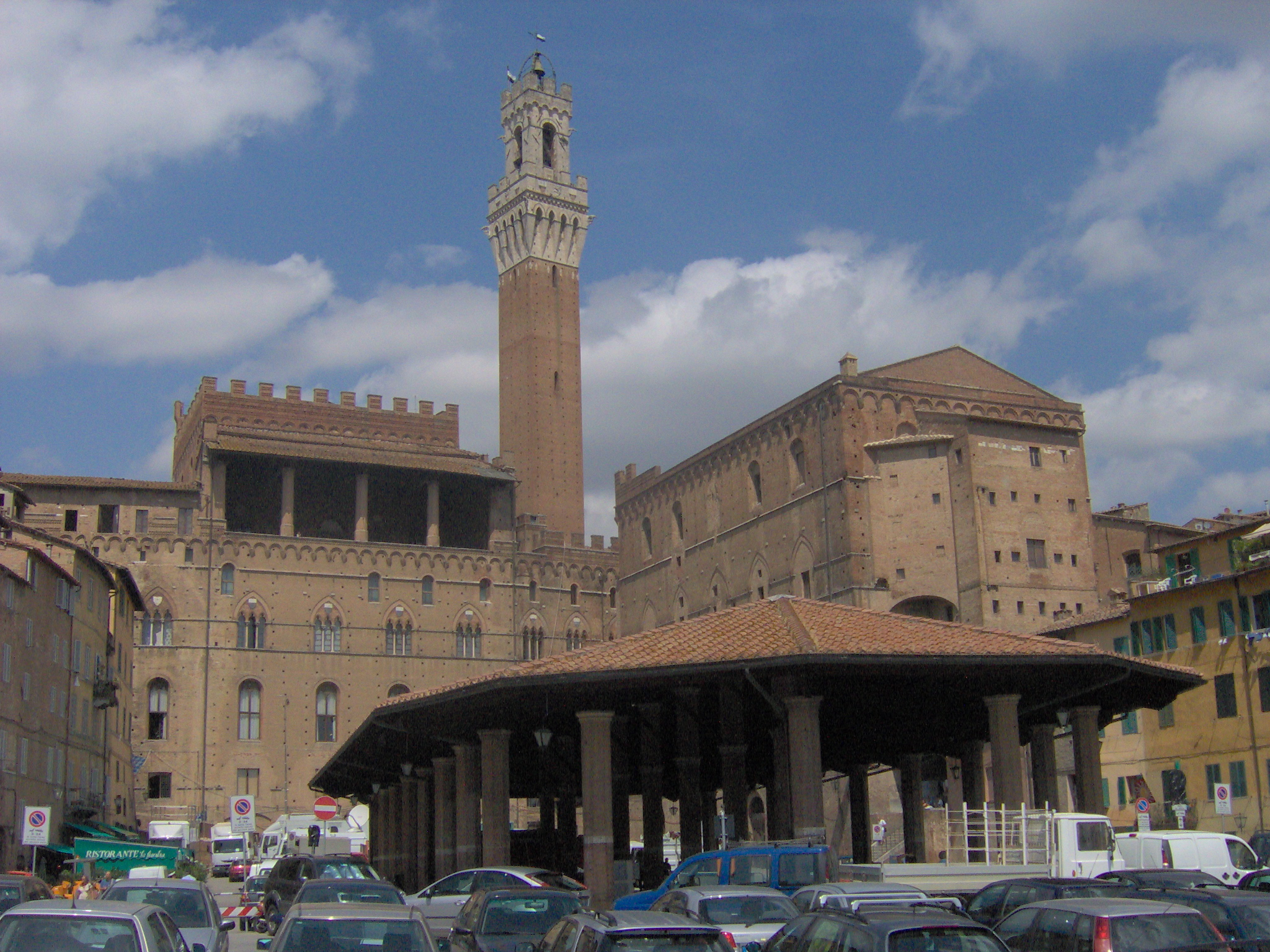
ساحة السوق
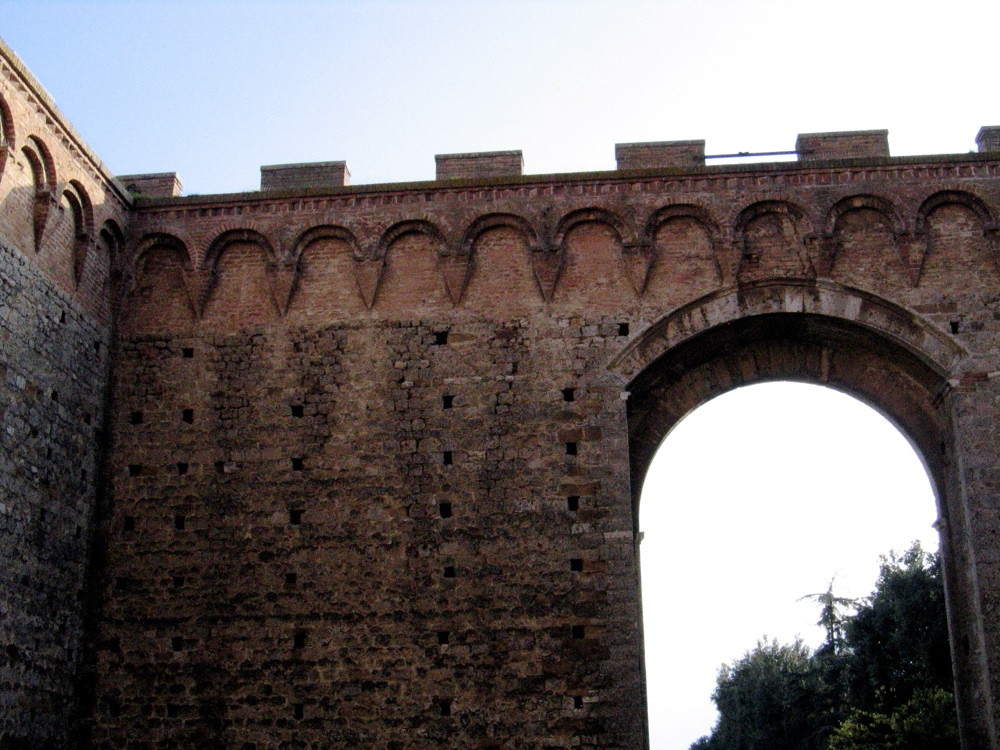
جانب من أسوار المدينة
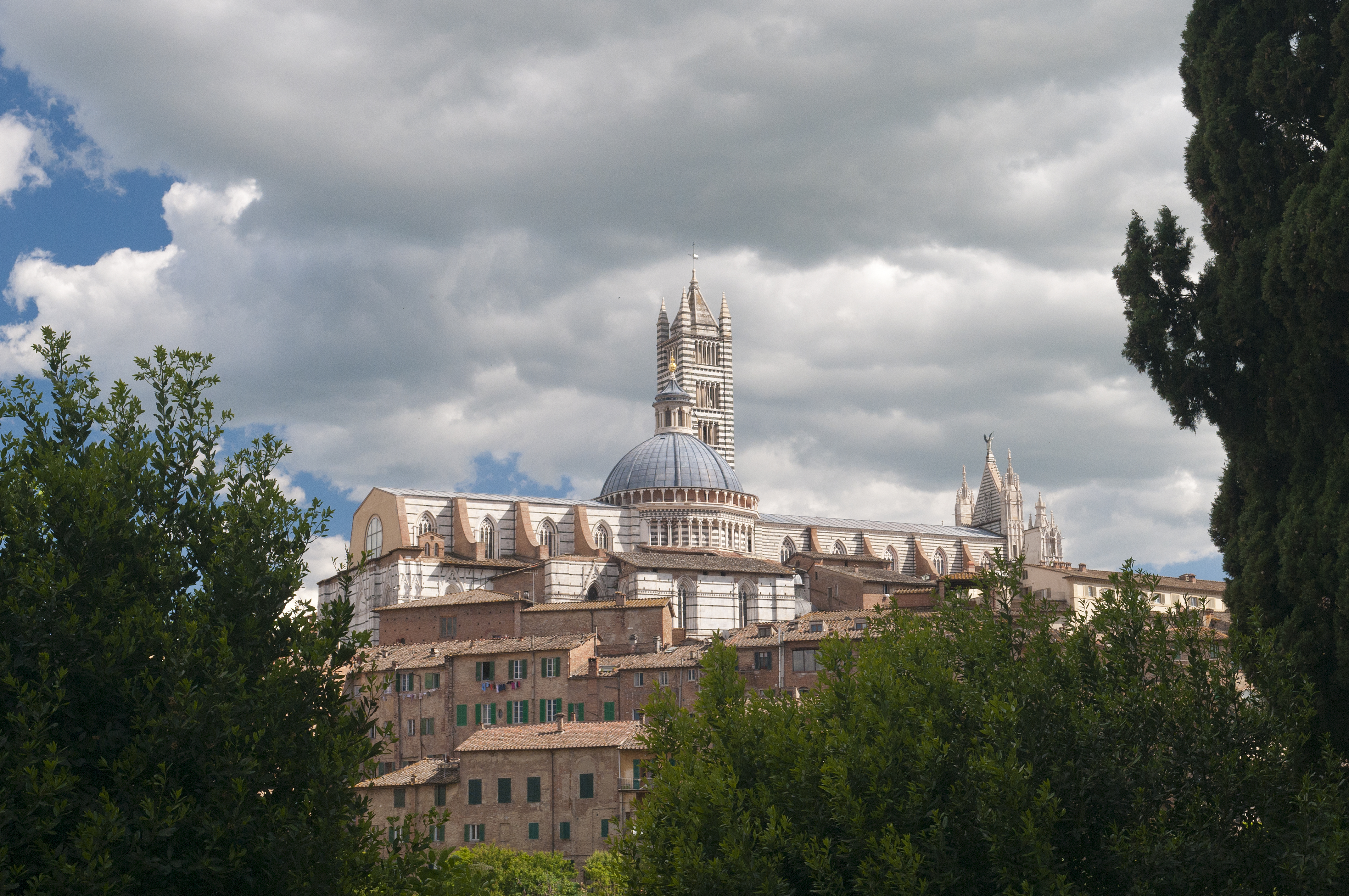
منظر للمدينة يظهر كاتدرائيتها
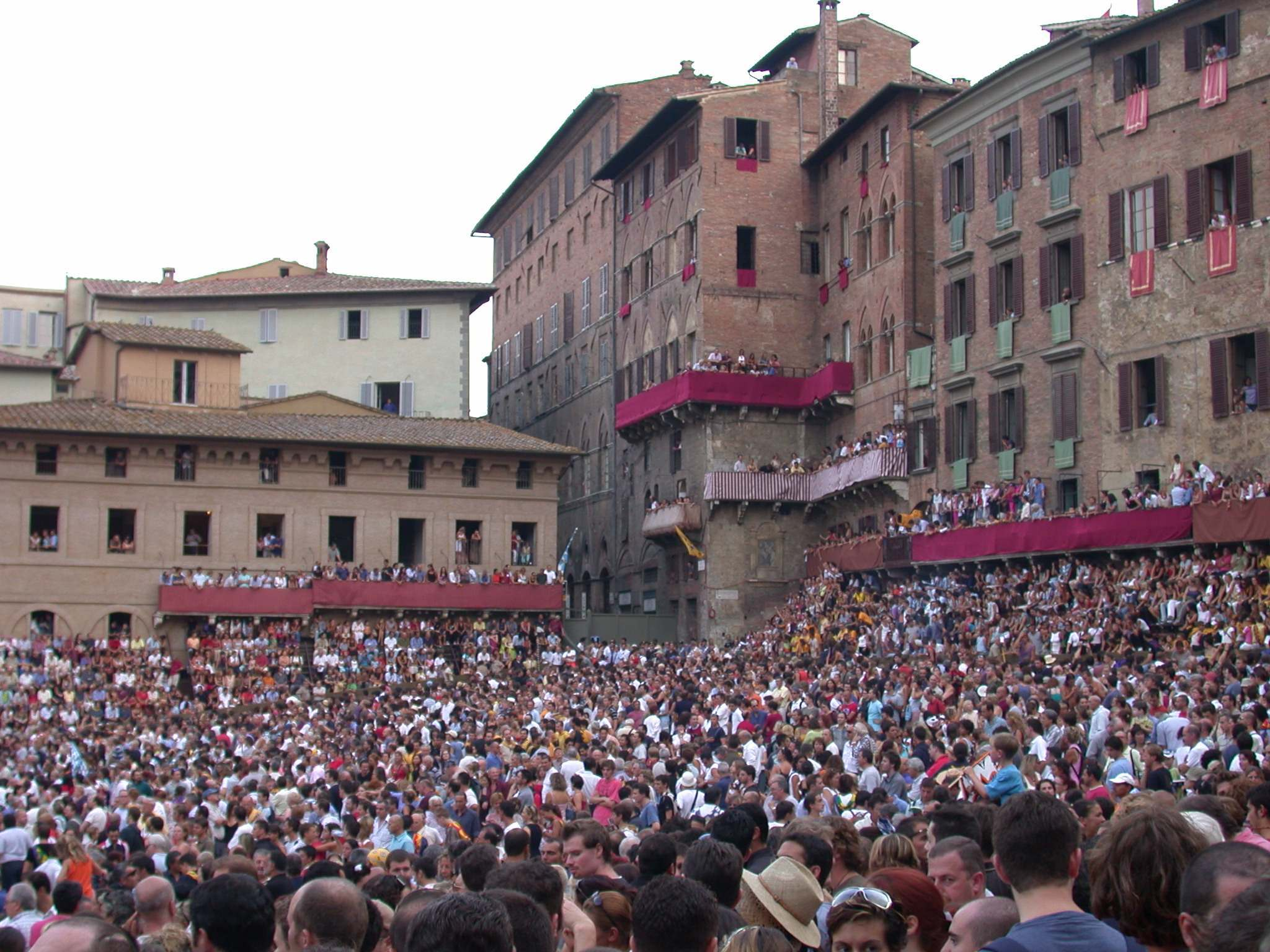
ساحة دل كامبو خلال سباق الباليو
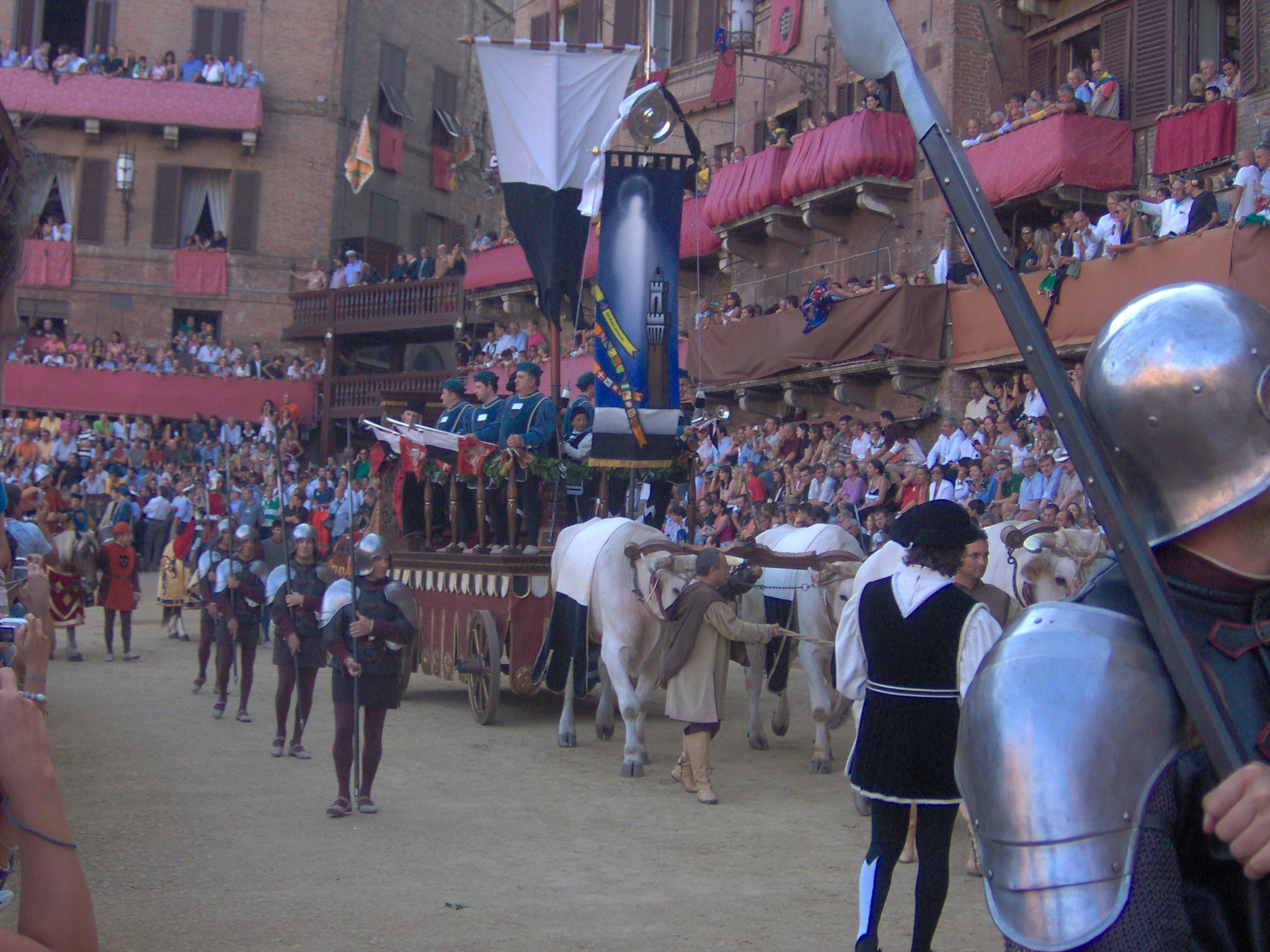
سباق الباليو : الإستعراض العام
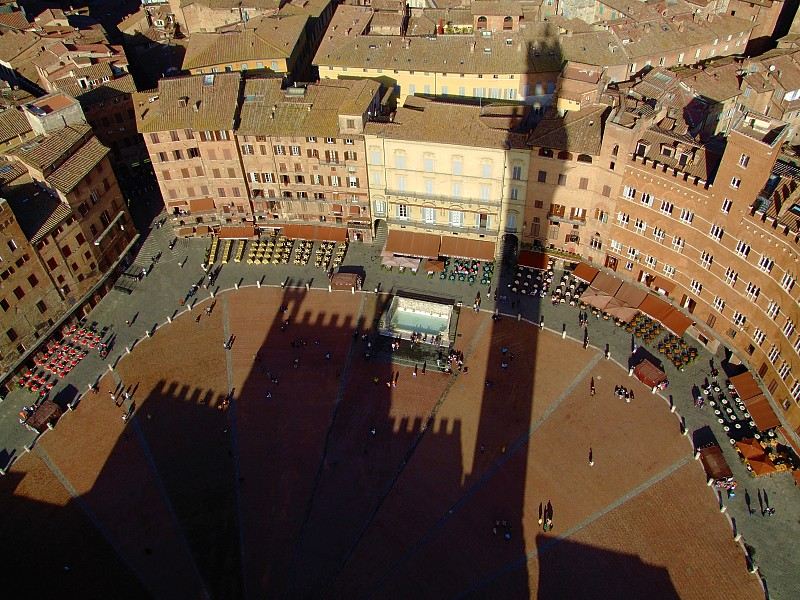
ساحة دل كامبو من برج دل مانجا
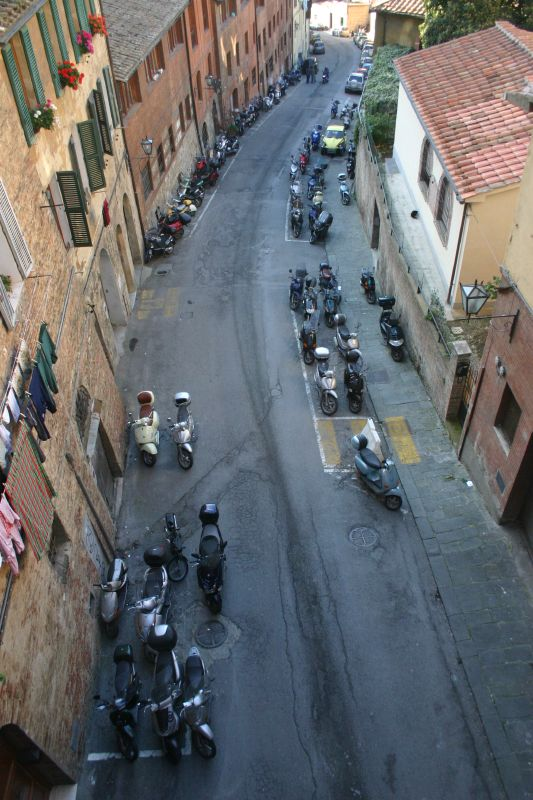
أحد شوارع سيينا التاريخية
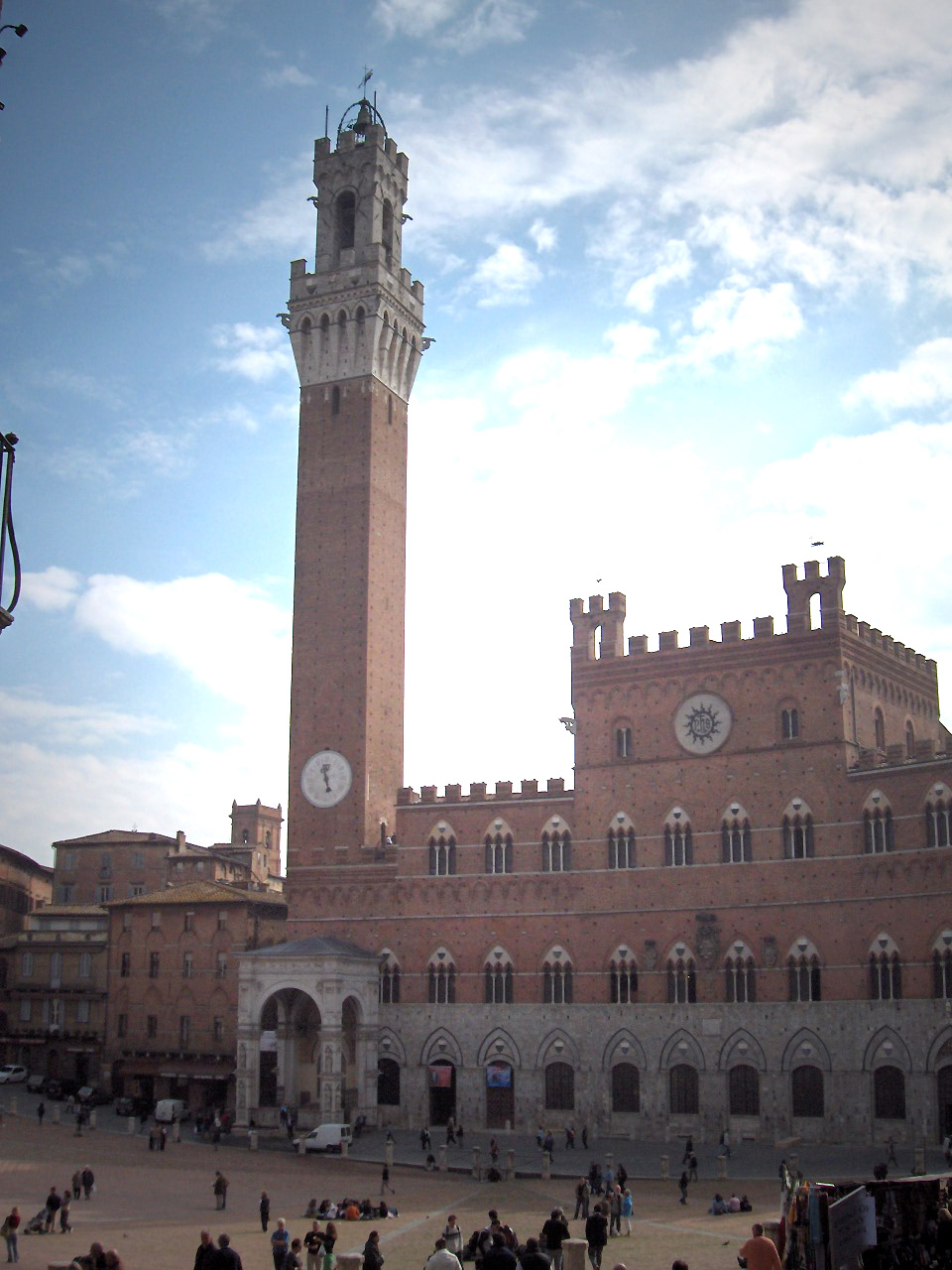
القصر الشعبي
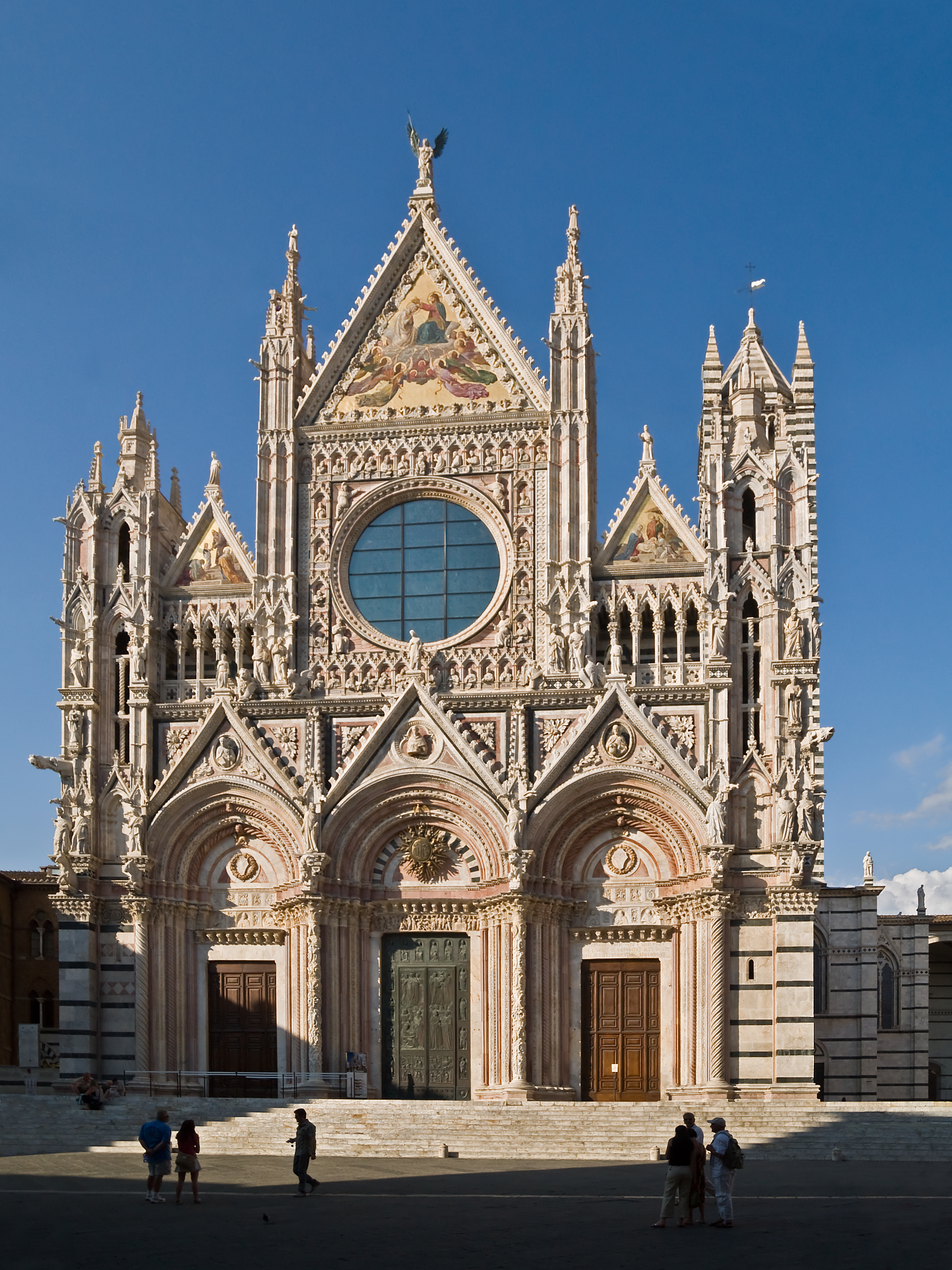
واجهة كتدرائية سيينا

## احتفالات سباق الباليو

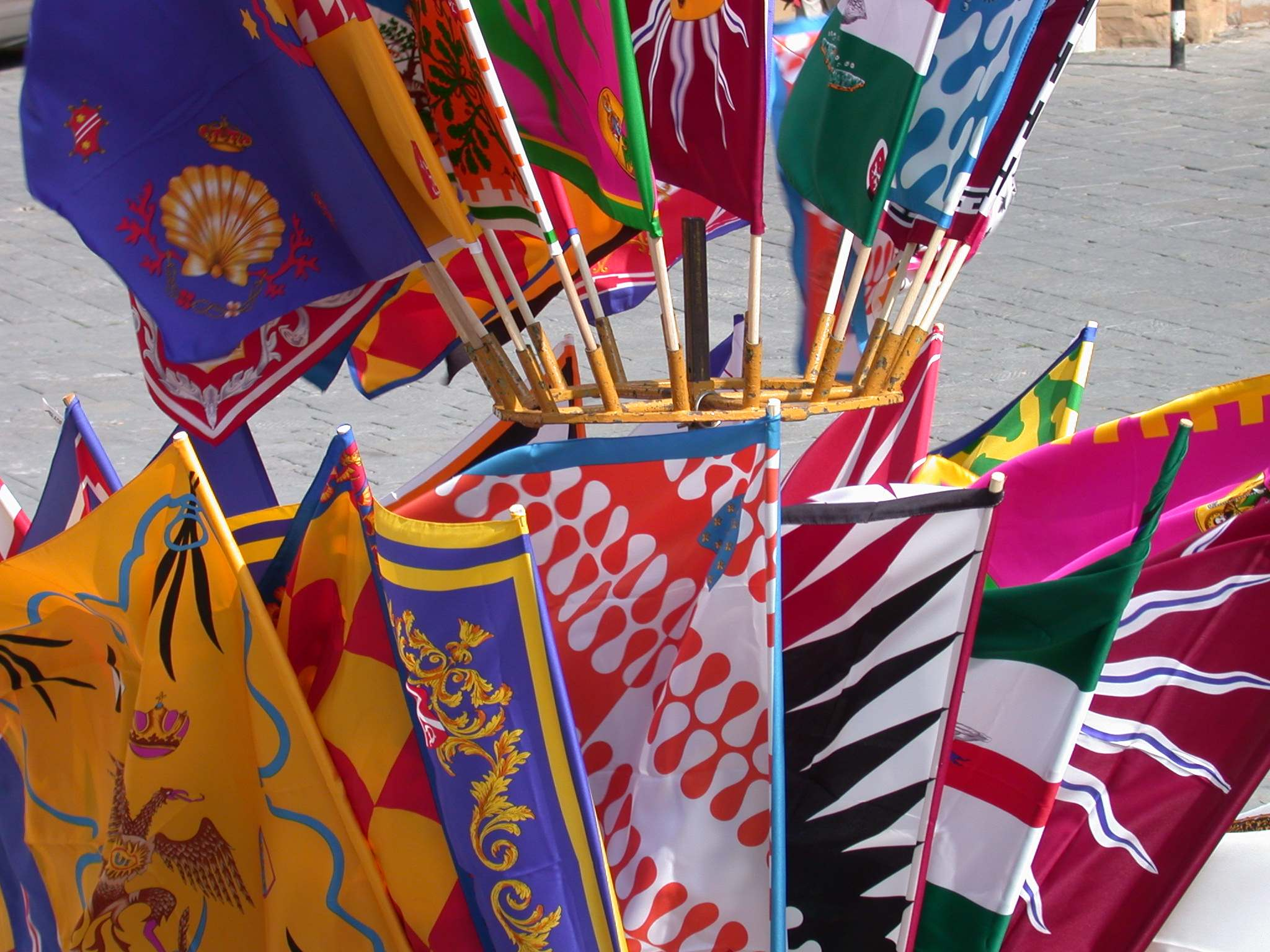
أعلام سيينا الستة عشر
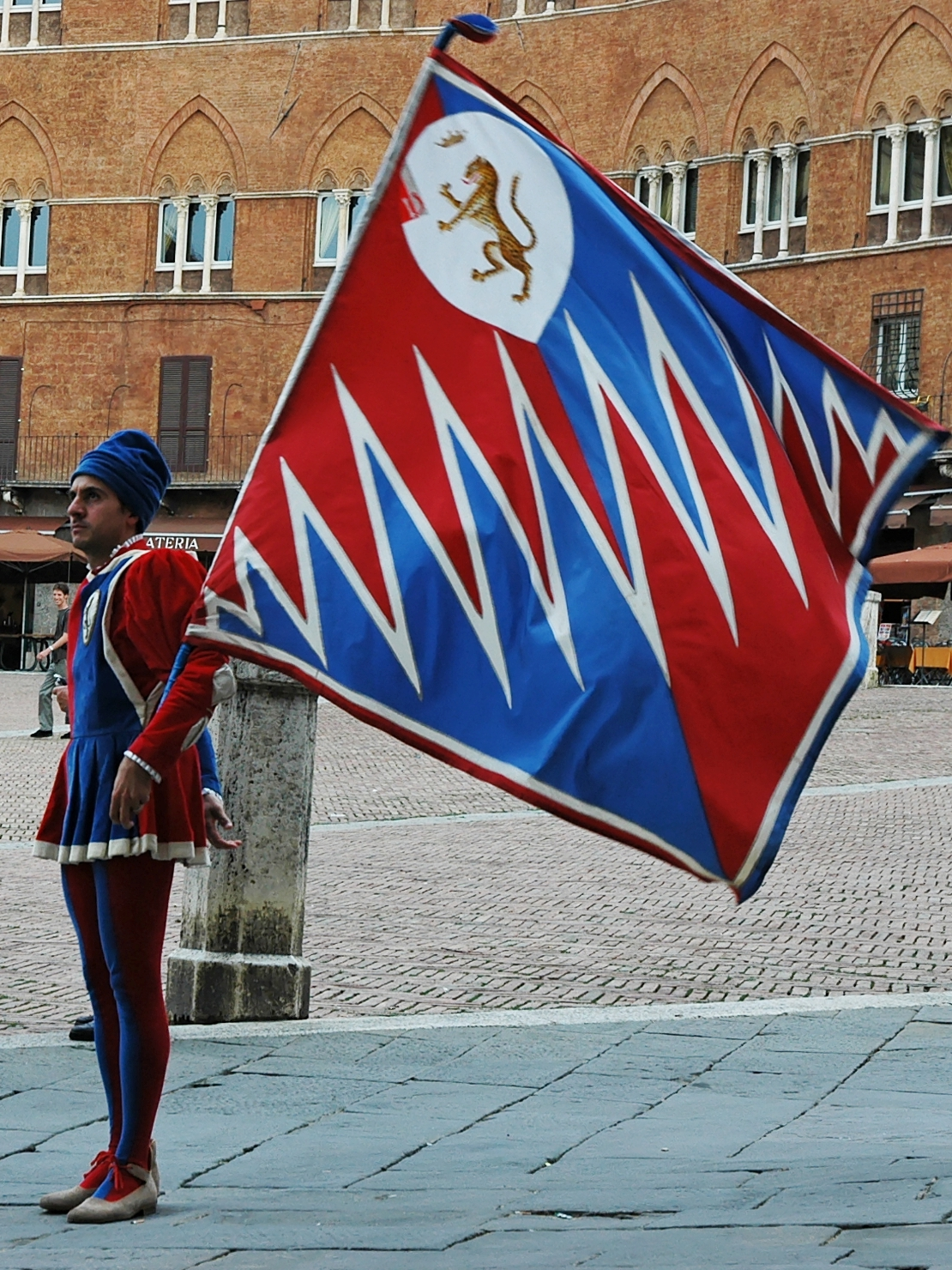
افتتاح أحتفال سباق الباليو 2 يوليو 2006
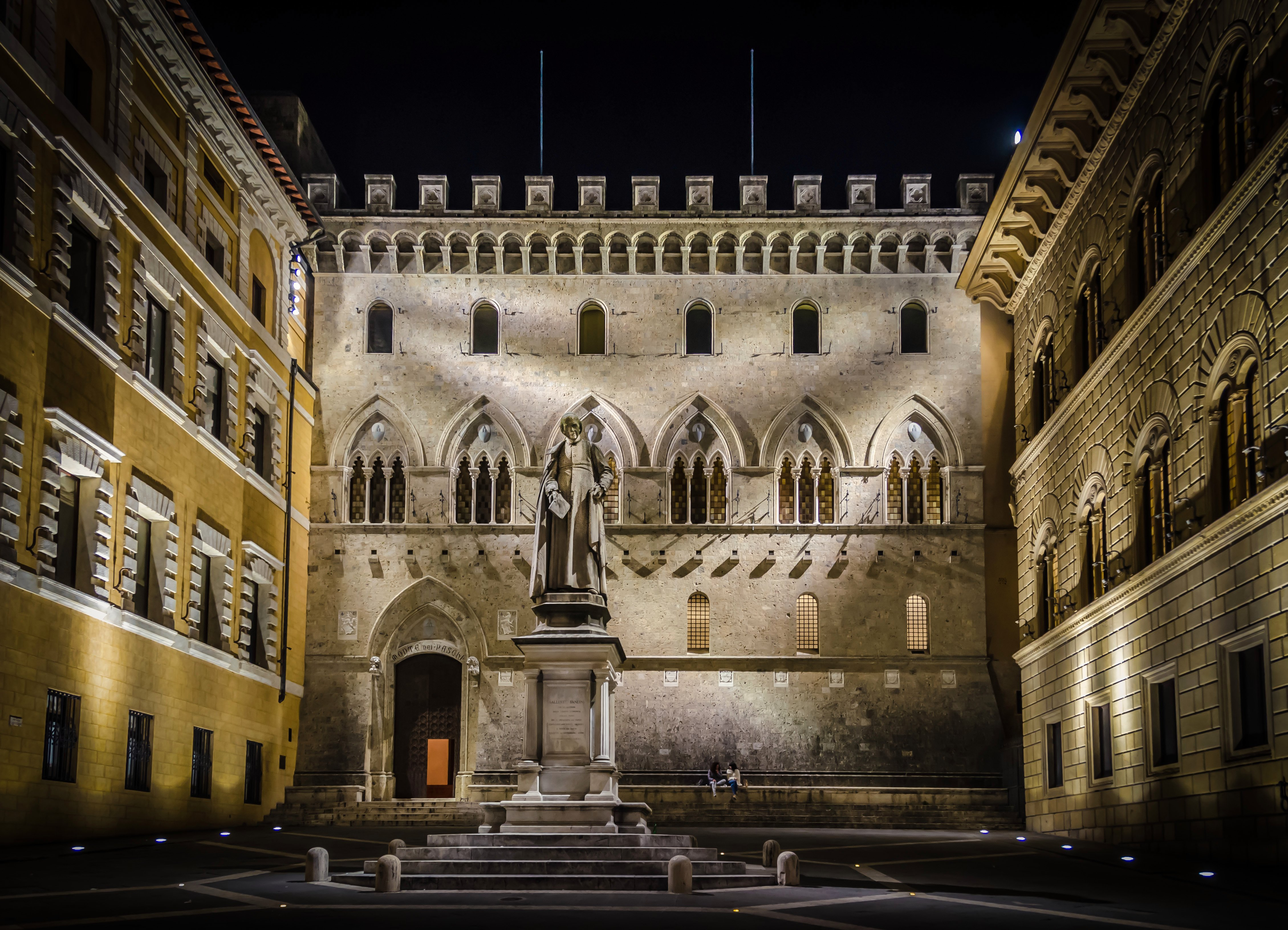
بيازا سالامبيني في الليل
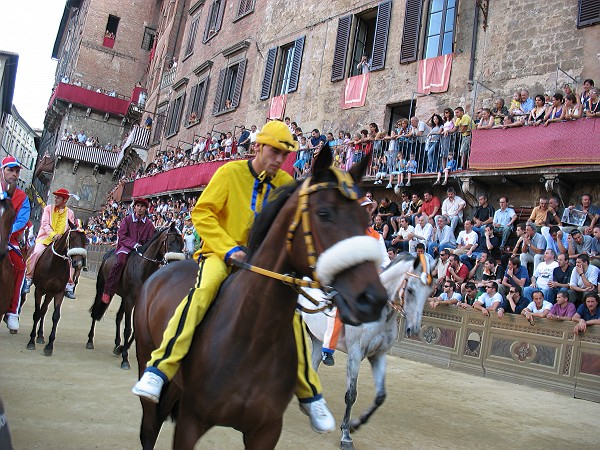
سباق الباليو عام 2006

## اقرأ أيضا
- بيازا داي ميراكولي